# Zdeněk Červenka
Zdeněk Červenka (* 27. července 1932 ) byl český chemický inženýr působící na Slovensku, československý politik a poslanec Sněmovny národů Federálního shromáždění po sametové revoluci.

## Biografie
Profesně je k roku 1990 uváděn jako výzkumný pracovník v k. p. Chemko Strážske, bytem Michalovce. Patřil mezi skupinu českých inženýrů z VTA AZ Brno, kteří dostali umístěnku do tohoto podniku na východním Slovensku a dlouhodobě zde pracovali. Podílel se na vývoji a výrobě prvního výrobku chemporu B-80. V listopadu 1989 během sametové revoluce organizoval v Chemku demonstrace proti komunistickému režimu.
V lednu 1990 zasedl v rámci procesu kooptací do Federálního shromáždění po sametové revoluci do slovenské části Sněmovny národů (volební obvod č. 137 – Michalovce, Východoslovenský kraj) jako bezpartijní poslanec. Ve Federálním shromáždění setrval do voleb roku 1990.